# Olovslund
Olovslund är en stadsdel i Bromma i Västerort inom Stockholms kommun. Stadsdelen ingår i Västerleds distrikt och Bromma stadsdelsområde. Ibland inkluderas Olovslund även i Bromma trädgårdsstad. Olovslund gränsar till stadsdelarna Åkeslund i norr, Abrahamsberg i öster, både till Ålsten och Höglandet i söder samt till Nockeby i väster. 1986 utnämndes Olovslunds stadsdel till riksintresse för kulturminnesvården.
I Olovslund uppfördes sammanlagt 135 småstugor under åren 1927-1928. Olovslund var den första stadsdel som byggde ut enligt Småstugebyråns principer och stadsplanen fastställdes 1927. Stadsdelen Olovslund bildades som en trädgårdsstad under 1920-talets andra hälft, huvudsakligen genom självbyggeri initierat av Stockholms stads småstugebyrå. Fackmän övervakade byggena och kostnaderna för husen kunde minskas genom att man gjorde gemensamma rabatterade inköp av visst byggnadsmaterial. Tomternas storlek var vanligen ganska små, omkring 500 - 550 kvadratmeter. Man arbetade också fram en rad typhus med likartad planlösning. Typ I var ett mindre hus och typ II ett större hus, men båda innehöll två rum, hall, kök och förstukvist i två plan. Det fanns också plats för mera personliga varianter utöver typhusen. Olovslunds stadsdelsgräns går öster om kvarteret Boksamlingen, över Västerled, vidare i parkstråket söder om Västerled till Sångarlunden, över Djupdalsvägen via Nockebyskogen, som ligger på ett stort område väster om Djupdalsvägen, och vidare till Gustav III:s Väg fram till och med kvarteret Boksamlingen.
Något riktigt stadsdelscentrum finns inte. Spårvägshållplatsen Olovslund på linje 12 ligger i stadsdelen Nockeby. 

## Historik

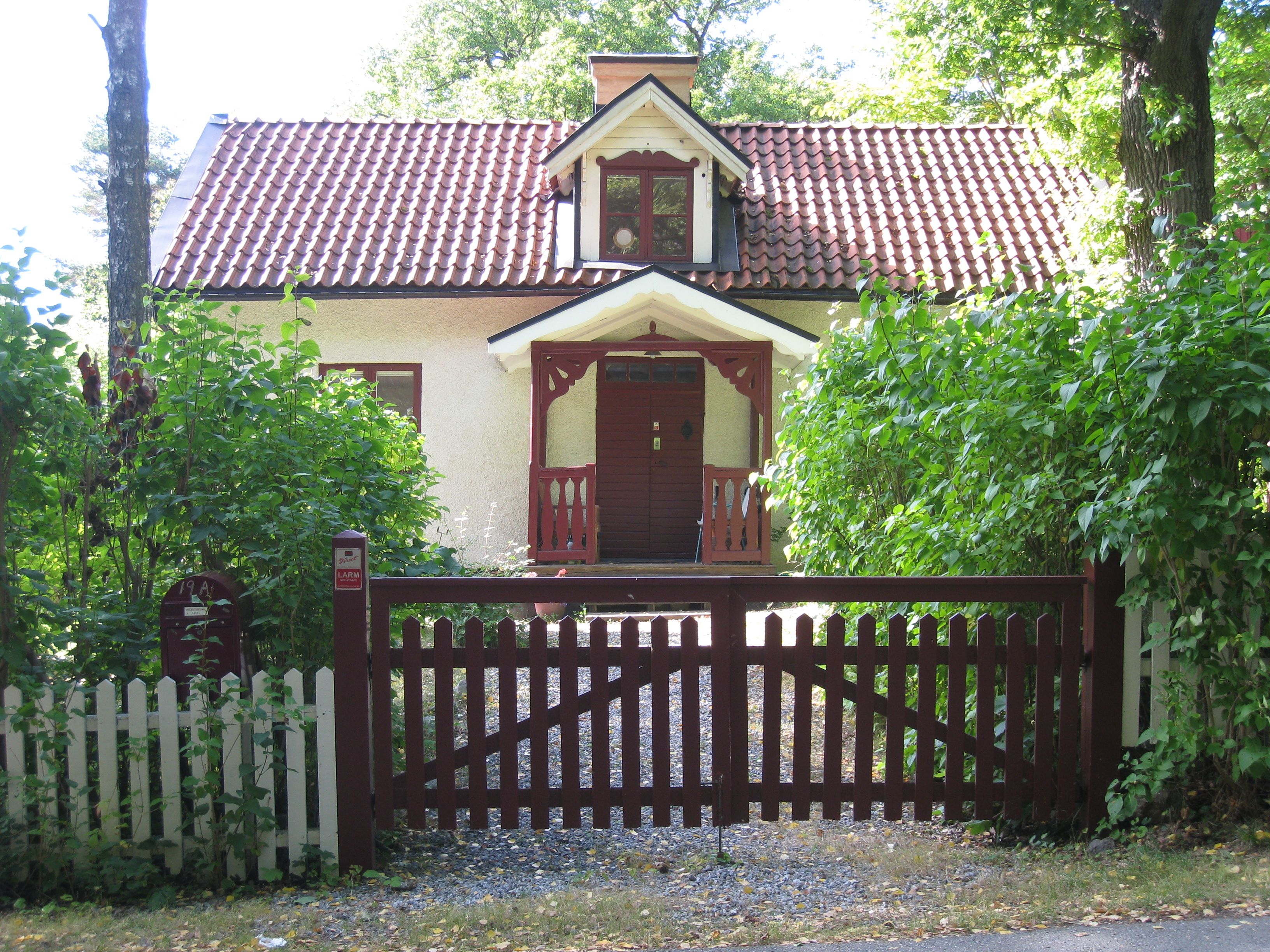
Olovslunds torp på Olovslundsvägen 19A gränsar till Olovslundsskolans förskolebyggnader och skolhustomt i väster och till Olovslunden i öster.

Namnet Olovslund härrör från jordbrukaren Johannes Olsson som byggde en stuga, Olovslunds torp, på mark som han arrenderade av Åkeshovs slott. Han kallade sitt ställe “Olovsberg” och senare “Olovslund”. Hans stuga finns kvar om än ombyggd med adress Olovslundsvägen 19A.
På nuvarande plats för Olovslundsskolan låg ett torp, Katrinelunds torp. På Olovslundsskolans mark intill Åkerslundsgatan anas en nu knappt synlig husgrund av torpet. Antagligen var Katrinelundstorpet byggt under senare hälften av 1800-talet och det revs 1930 när skolan skulle byggas.
Nytorpet i Olovslund var ett torp, som låg på nuvarande plats för Olovslundsskolan. Det anlades i slutet av 1600-talet. Antagligen låg torpet strax öster om skälet mellan Gustav III:s väg, Åkeshovsvägen och Djupdalsvägen. Torpet har troligen övergivits före 1829.
Alldeles nära Olovslundsskolan, men på mark som idag tillhör stadsdelen Åkeslund, vid den norra sidan av Gustav III:s väg fanns det tidigare ytterligare några torp, som inte finns kvar idag. Det var Fredrikslunds torp nära Fredrikslundsvägen och Tunnlandsvägens korsning. Torpet var beläget snett emot flyttblocket Lasse-Maja-stenen. Det andra torpet var Åkerslunds torp, som var byggt omkring 1860. Det var en tvåvåningsvilla med utsikt över Drottningholmsvägen. Torpet Åkerslund låg i strax norr om och snett emot Olovslundsskolan. De båda torpen Fredrikslund och Åkerslund revs i början på 1930-talet när Åkeslundsområdet skulle börja bebyggas.

## Dagens Olovslund

### Ett eget hem

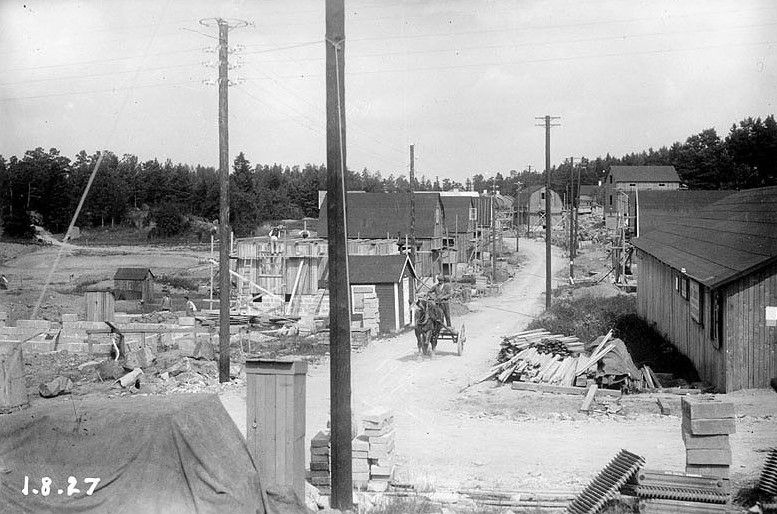
Området uppförs. Stugvägen mot norr från Västerled, 1 augusti 1927.

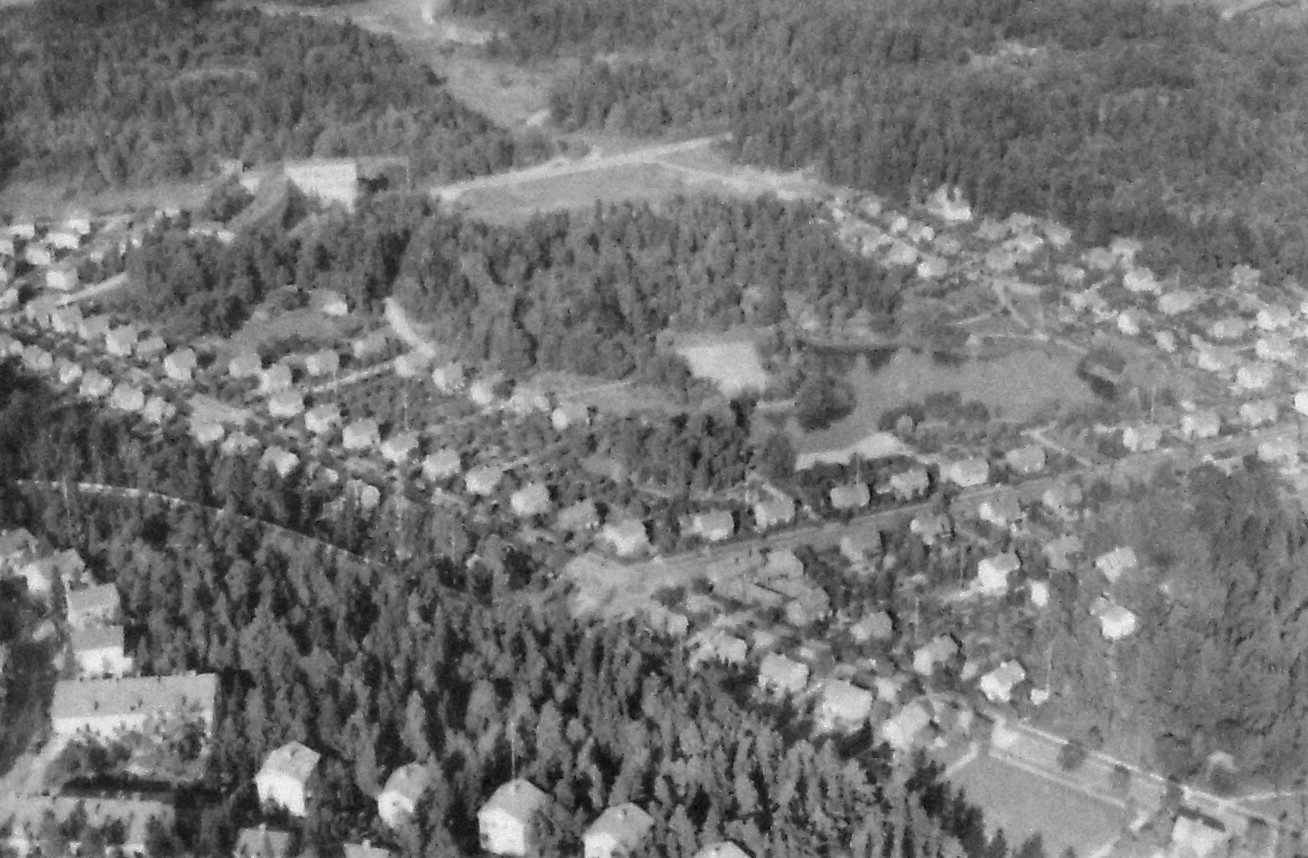
Olovslund, flygfoto av Oscar Bladh 1937.

På 1920-talet stod det klart att det var nästan omöjligt för människor utan eget kapital att bygga sig ett eget hem. I den kommunala bostadspolitiken introducerades nya idéer. Även de som inte kunde betala kontantinsats skulle också kunna bygga eget genom småstugebygge. Deras insats var det egna arbetet, som skulle utgöra 10 procent av byggkostnaden. De fick låna resten av Stockholms stad genom att byggnadsmaterial och arbetsinstruktion ställdes till förfogande och detta skulle på så vis inte ske genom att låna pengar. Kontantinsatsen uppgick till 300 kronor. Marken uppläts med tomträtt för att undvika spekulation. De första områden som byggdes i småstugebyråns regi var Olovslund i Bromma och Pungpinan i nuvarande Skarpnäck. Sammanlagt 202 småstugor byggdes och 1927 stod 135 småstugor klara i Olovslund och 67 i Pungpinan. Det var 1927 som småstugerörelsen kom till Bromma. En förening hade låtit bygga ett 30-tal egna hem i Enskede redan 1920 och det hade slagit väl ut. Det var fastighetsdirektören i Stockholm, Axel Dahlberg, som låg bakom småstugeidéerna som de kom att utformas från 1927 i Olovslund. Han såg till att stadens första organiserade satsning på småstugor genomfördes i Olovslund. Axel Dahlbergs villa på Bergviksvägen 37 i Smedslätten i Bromma, ingick i en grupp om 20 hus som byggdes av stadens tjänstemän, och var det första storbygget av monteringsfärdiga hus. Axel Dahlberg byggde år 1922 sin egen villa i trä på Bergviksvägen med AB Träkol som entreprenör. Arkitekten var hans gode vän Thure Bergentz. Axel Dahlberg och hans kollegor byggde sig egna villor i Smedslätten år 1922 och de fick kontakt med AB Träkol i Vansbro, de var en av de blivande leverantörerna av monteringsfärdiga hus till Stockholms stad. AB Träkol i Vansbro, vars disponent, Jonas Jonsson, var en av de första i landet som lanserade idén med monteringsfärdiga hus tillverkade i fabrik. Vansbrohusen kunde uppföras på åtta dagar enligt IBO-systemet. Från AB Träkol kom leverans av trämaterial till 135 småstugor till Olovslund från våren 1927, men redan 1929 hade Jonas Jonsson och hans Vansbrohus försvunnit från marknaden. I Olovslund restes den första stommen den 21 maj 1927 och den 10 juli flyttade den första familjen in. På hösten 1927 var samtliga stommar resta.
Dagens Olovslund skapades på 1920-talets slut och räknas till en av Stockholms trädgårdsstäder som tillkom genom Stockholms stads småstugebyrås initiativ. Stadsplanen för Olovslund fastställdes i november 1927 och undertecknades av fastighetsdirektören Axel Dahlberg och planarkitekten Per Olof Hallman.

### Typhus
Olovslund var tillsammans med Pungpinan på Söderort således den första av Stockholms trädgårdsstäder och småstugeområden som uppfördes genom självbyggeri med stadens hjälp. I Olovslund byggdes 135 småstugor, där två olika typhusritningar användes; en med sadeltak och en med brutet tak. Typhusritningen med sadeltak var från trävarufirman Lundqvist & Huddéns Tegel- och Trävaruaktiebolag i Knivsta och var de så kallade Knivstahusen. Typhusritningen med brutet tak var från AB Träkols Fabriker i Vansbro och var de så kallade Vansbrohusen. Fasaderna var av trä och alla hus hade en förstukvist. Båda trävarufirmorna, som levererade de monteringsfärdiga prefabricerade husen, tillverkade sina hus med det patentskyddade bostadssystemet IBO enligt AB Industribostäders Patenterade System. Båda hade träpanel och förstukvist.
Husen innehöll rum, kök och hall med trappa på bottenvåningen och två sovrum en trappa upp på vinden. I källaren fanns tvättstuga med badkar, wc, matkällare för förråd och pannrum. Tomterna var i genomsnitt 500 m² stora och med trädgården fick husägarna hjälp av stadens trädgårdskonsulent, när de skulle planeras. Den 21 maj 1927 restes den första stugan och den 7 mars 1928 hade alla familjer flyttat in.
Vid val av småstugebyggare prioriterade staden industriarbetare med många barn och “en blygsam ehuru någorlunda säker inkomst” och som hade särskilt stort behov av en rymlig och hygienisk bostad. Av de första nybyggarna var 70 % kroppsarbetare. Arbetet gick fort och intresset var mycket stort. Kontantinsatsen uppgick till 300 kronor. Husen såldes med äganderätt, men för att undvika spekulation uppläts marken med tomträtt. De första åren under 1930-talet var besvärliga för många. Det var kris och arbetslöshet. 15 småstugor såldes exekutivt. Ägarna hade blivit arbetslösa och orkade inte med kostnaderna.

### Vita enplanshus byggdes 1938-1939
Samma år som Olovslunds Trädgårdsstadsförening firade sitt tioårsjubileum 1937 planerades en ny utbyggnad av småstugeområdet. Då fick den skogsbekläda höjden ovanför Olovslundsdammen sin stadsplan (1937) och samtidigt bebyggdes den angränsande stadsdelen Abrahamsberg med hyreshus. Husen vid Tapetserarvägen i kvarteret Bokskåpet bebyggdes under åren 1938 och 1939 och målades genomgående vita. Husen förmedlades av Stockholms småstugebyrå. Vid Tapetserarvägen uppfördes enplanshus om tre rum, kök och källare med extrarum. De flesta husen låg på skogstomter. Edvin Engström och hans stab var arkitekt till husen, som fanns i två husmodeller. Den ena husmodellen var en mindre modell, som kallades typhus V och den andra var en något större husmodell, som kallades typhus VI. Man sprängde i berget och byggarna slapp den tunga grävningen av grunden. Soptunnorna var nedsänkta i marken, vilket var en ny finess.
Olovslund fick en särställning i stadens bostadsbyggande. I Bromma fanns det år 1941 över 2 000 småstugor, de flesta i Norra Ängby, samt i Åkeshov, Bällsta, Eneby och området mellan Västerled och Ålsten hade fått småhusbebyggelse. År 1975 skrevs ett miljöprogram för områdets bevarande och 1986 blev Olovslund utnämnd som riksintresse för kulturminnesvården.

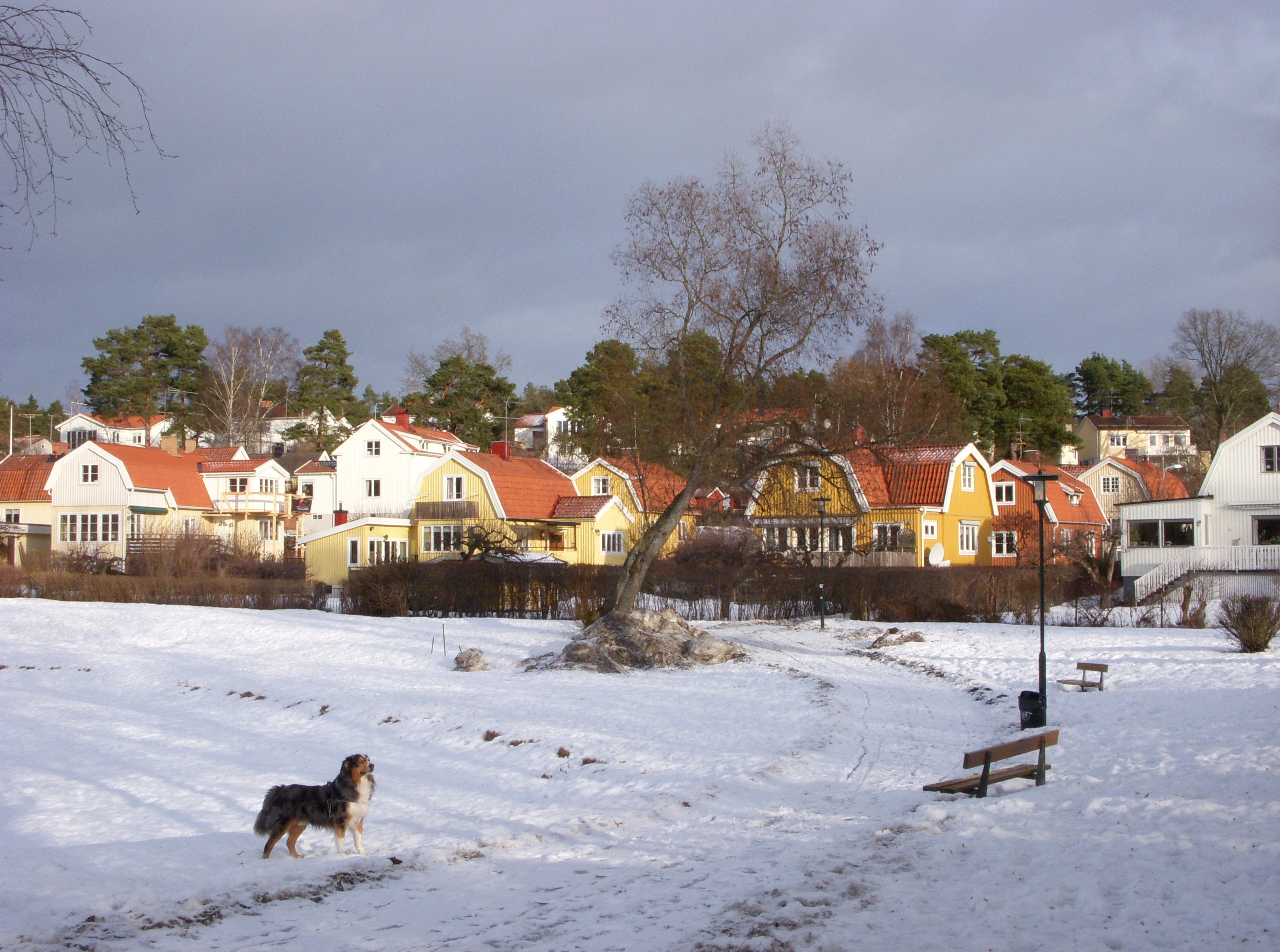
Olovslund, området sett från parken.
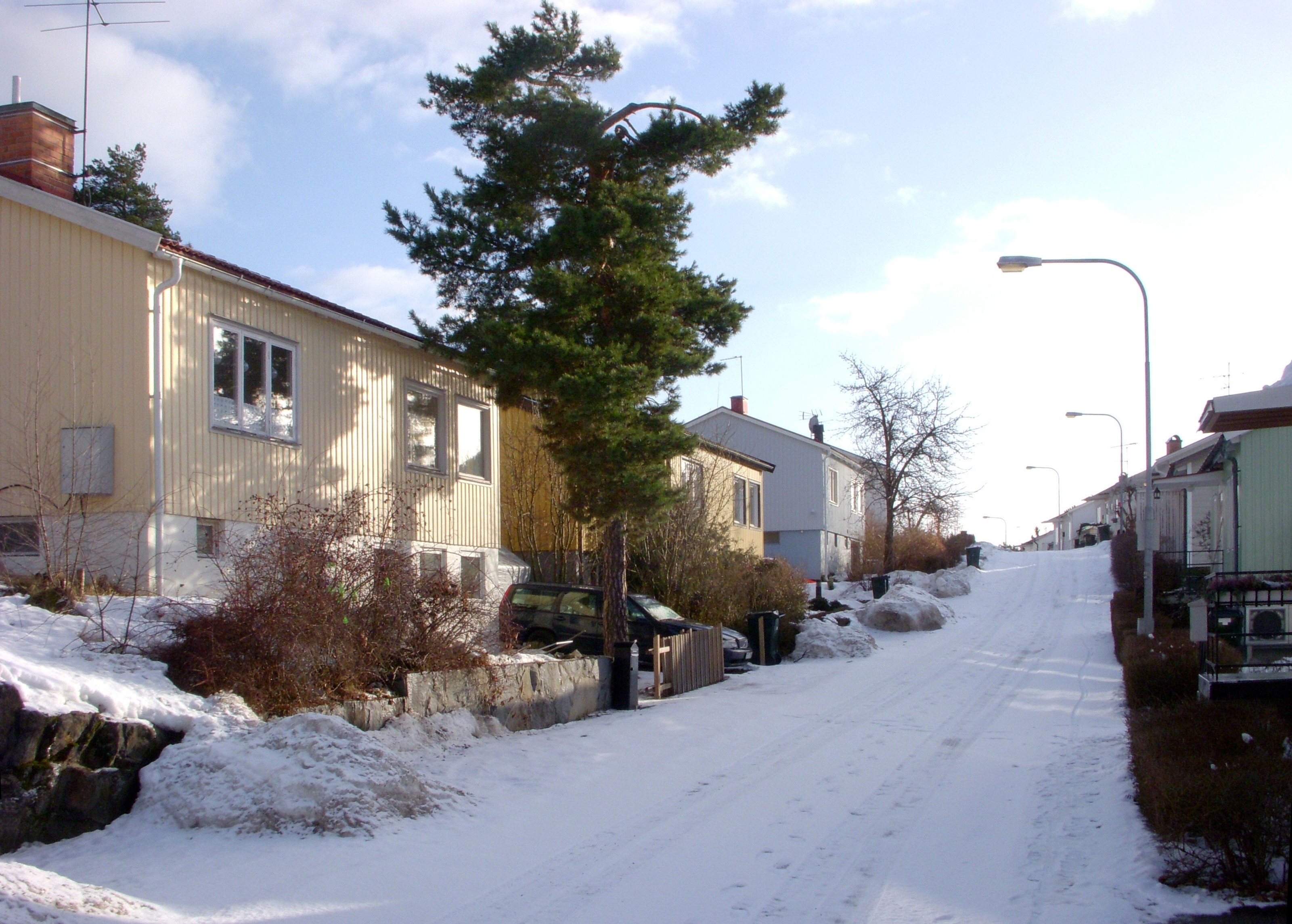
Olovslund, hustyp med sadeltak vid Tapetserarvägen.
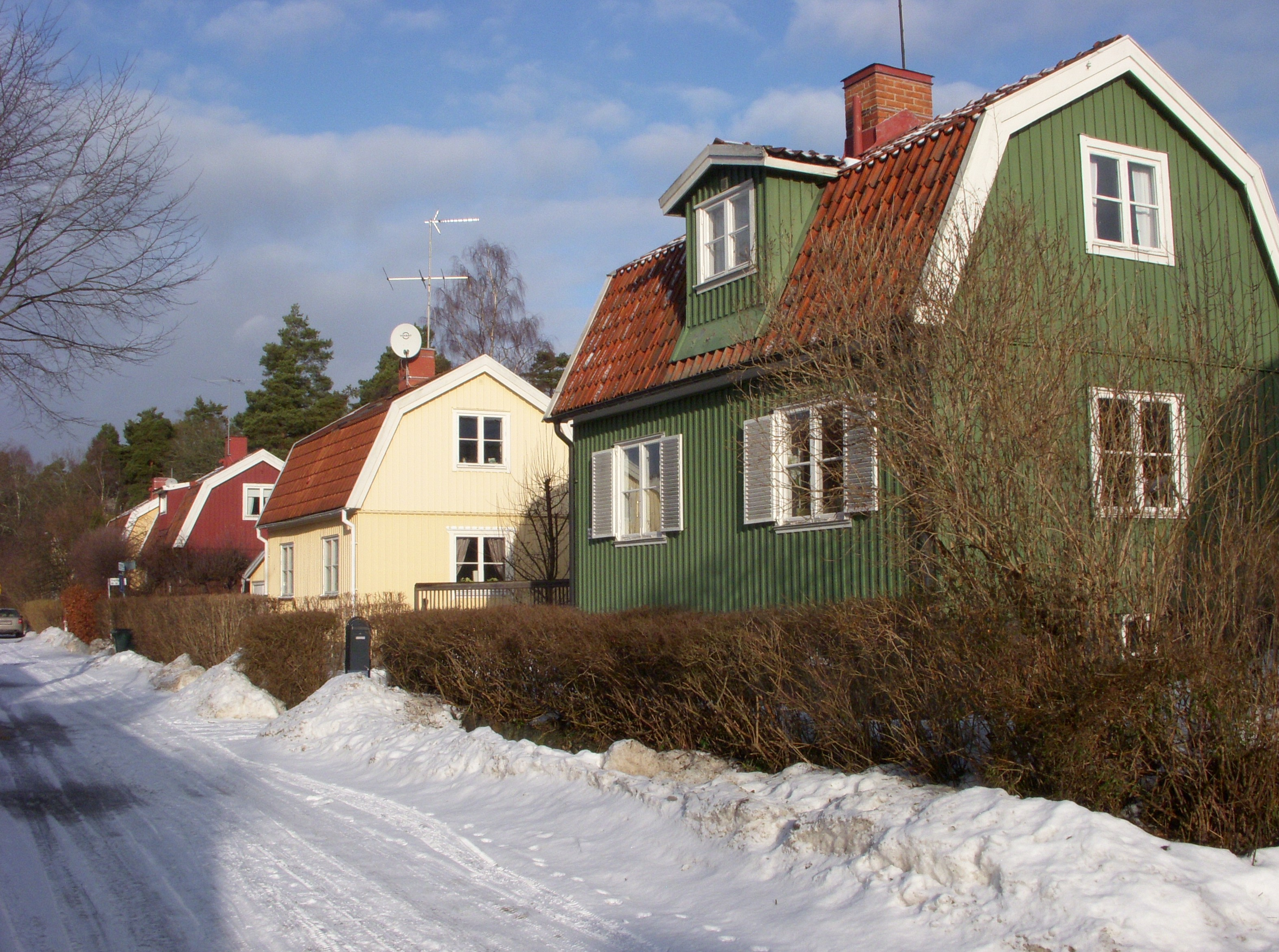
Olovslund, hustyp med brutet tak vid Stugvägen.

## Olovslundsskolan
Olovslundsskolan är en grundskola med adress Gustav III:s väg 59–61. Skolan byggdes 1931 i funktionalistisk byggnadsstil efter ritningar av Paul Hedqvist. Olovslundsskolan tillhör skolenheten som består av Olovslundsskolan, Nockebyhovsskolan och Nockebyhovs närskola. I skolans aula hänger sedan 1935 Sven Erixsons målning Nils Holgersson.
På Olovslundsskolans nuvarande skolgård låg tidigare torpet Katrinelund, som byggdes på 1860-talet. Den gamla kungsvägen till Drottningholm, som invigdes av Gustav III år 1787, gick ungefär där nuvarande Gustav III:s Väg går.

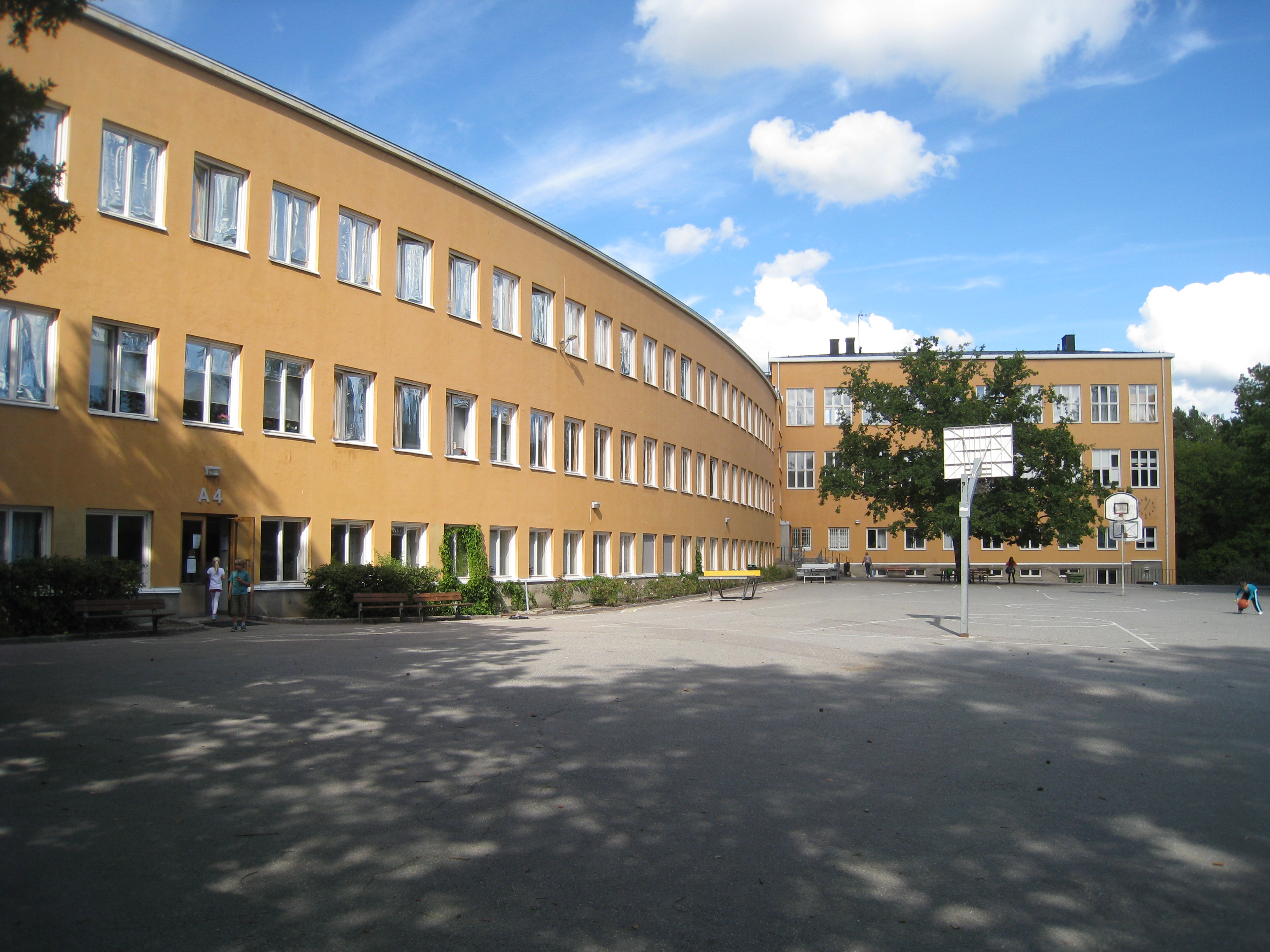
Olovslundsskolan med sin svängda fasad.
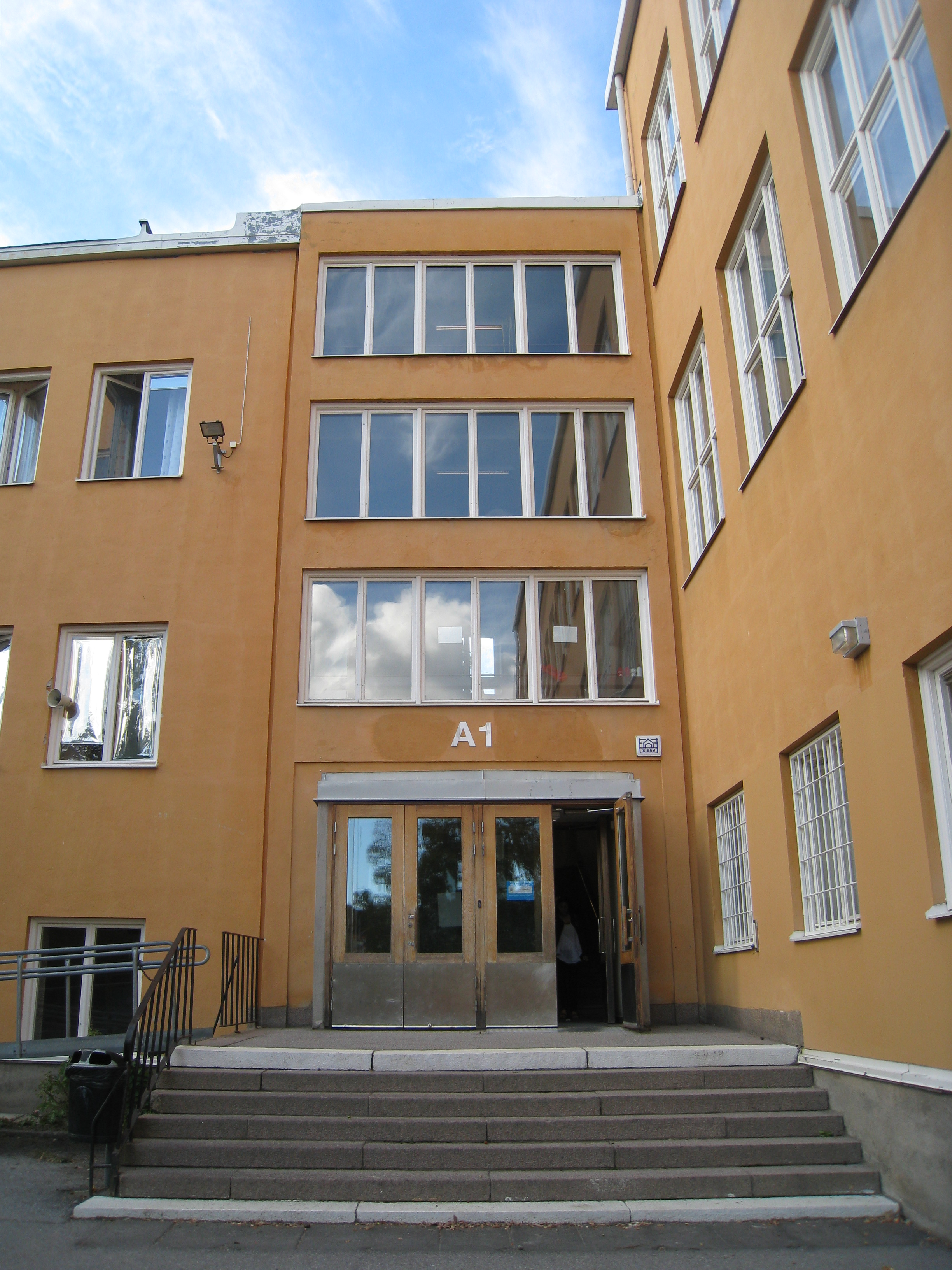
Olovslundsskolan, entrén.
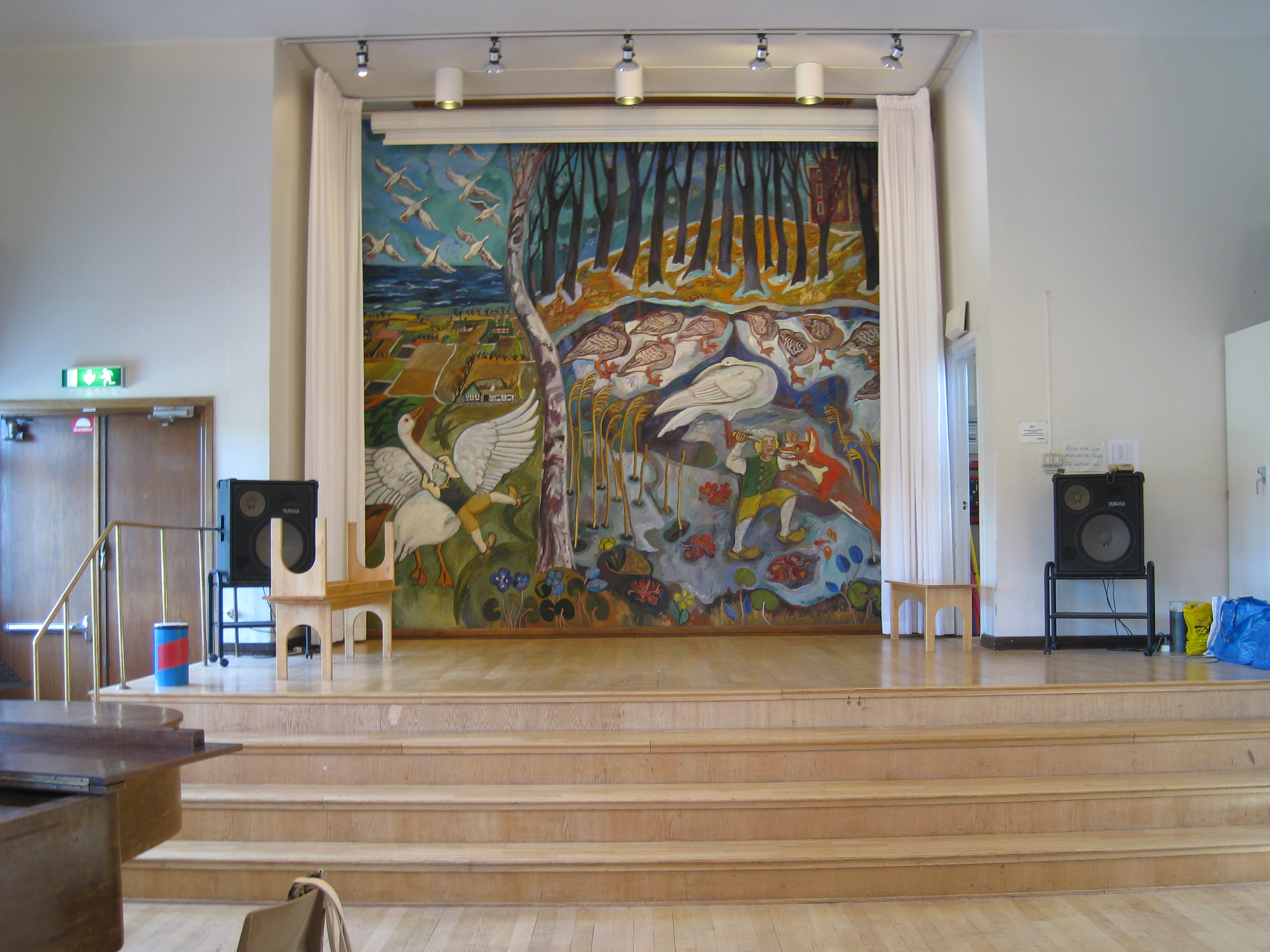
Olovslundsskolan, aulan med Sven Erixsons väggmålning från 1935.

## Olovslundsparken
Mitt i området ligger Olovslundsparken. I norra delen, som kallas Olovslunden, finns en trädbevuxen kulle med nästan orörd vegetation och klippblock samt fornlämningar i form av ett gravfält och skålgropar. Den grunda dammen i parken var ursprungligen ett stort dike som 1925 blev ett lertag för byggen i Äppelviken och Ålsten. Staden lät gräva ut lertaget och skapade den stora dammen. Åren 1927–1930 anlades nuvarande damm som numera innehåller bland annat vattensalamander. Dammen måste ständigt tillföras vatten för att inte grundvattennivån ska sänkas. Dammen övergår i en plaskdamm som tillhör lekplatsen i parken.

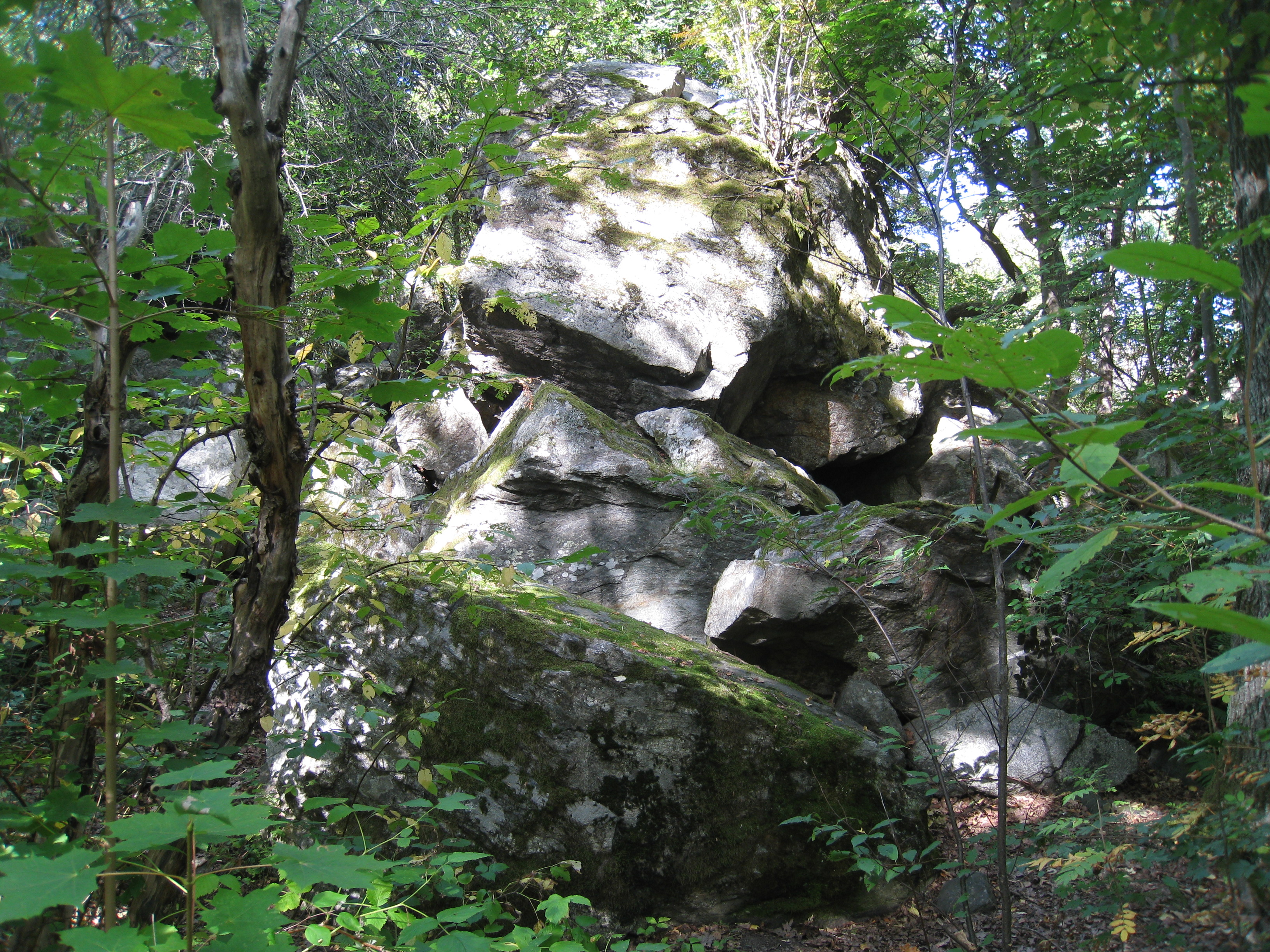
Olovslunden, flyttblock från istiden
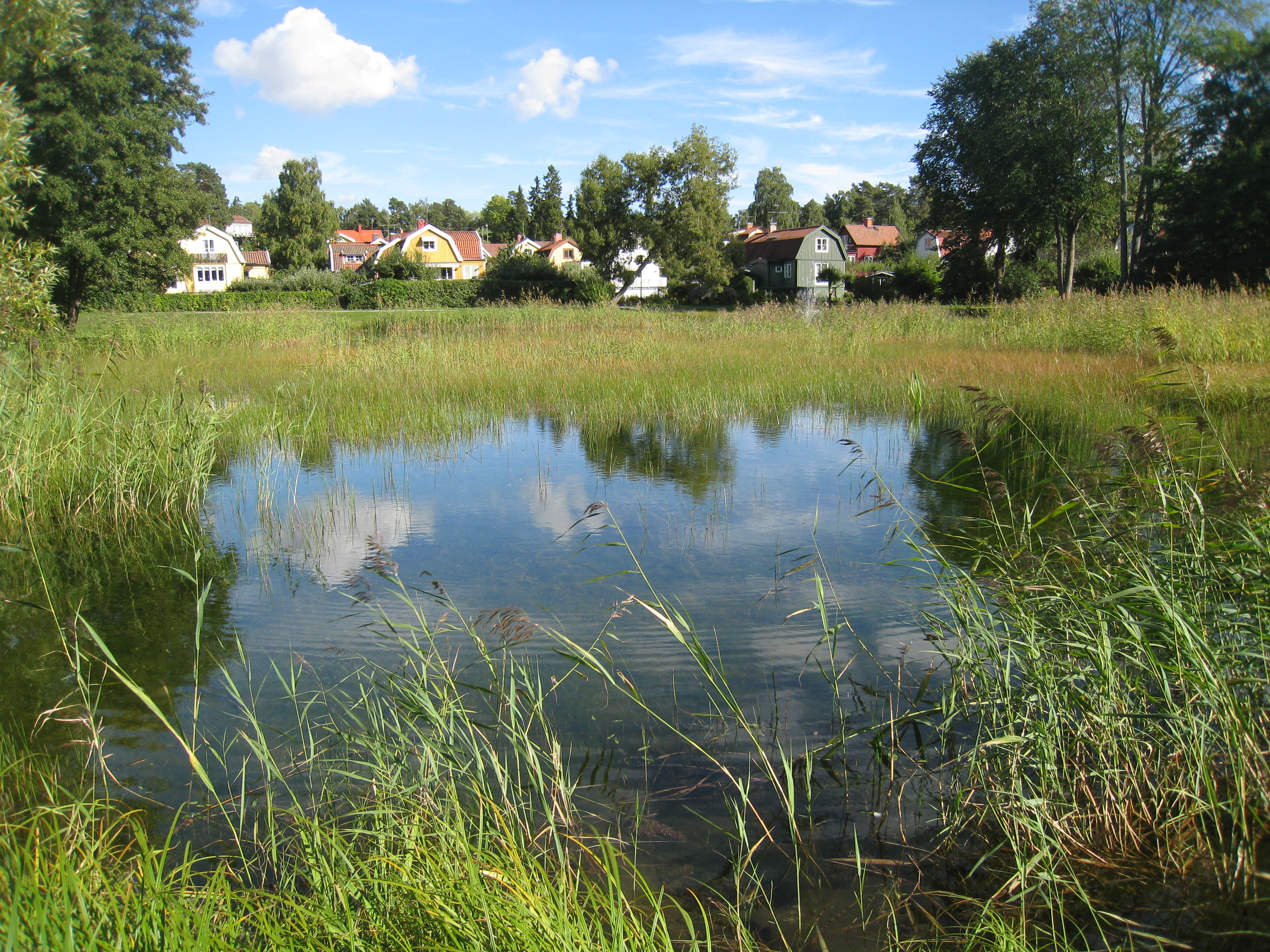
Olovslundsdammen

## Nockebybanan
I stadsdelen Nockeby, nära Olovslund, finns sedan 1929 en spårvagnshållplats, Olovslunds hållplats, på Nockebybanan.

## Demografi
År 2017 hade stadsdelen cirka 580 invånare, varav cirka 6,9 procent med utländsk bakgrund.

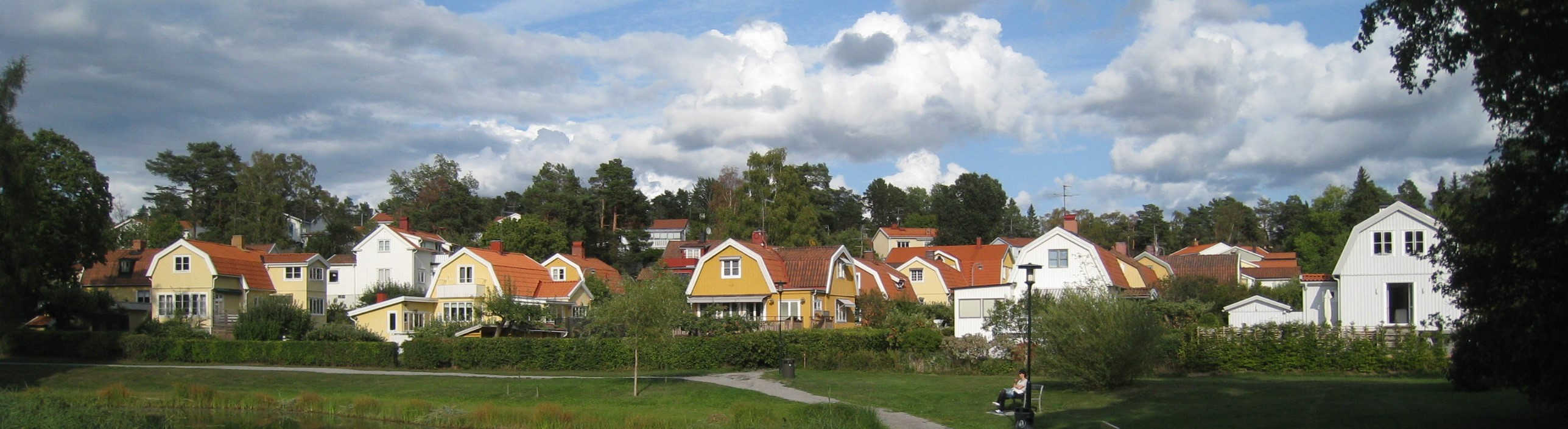
Villor vid Stugvägen i kv. Skåpet i Olovslund, vy från Olovslundsdammen. Villorna vid Stugvägen byggdes 1927 och hade brutet tak, husen var de så kallade Vansbrohusen, och de levererades av AB Träkols Fabriker i Vansbro.